# Letteratura popolare spagnola
La letteratura popolare spagnola è quella che sacrifica le finalità rigorosamente estetiche e letterarie al gusto della massa, cercando in primo luogo di raggiungere il successo commerciale nelle vendite. Come tale è, dunque, un fenomeno rigorosamente legato alla cultura di massa e per questo si sviluppato fondamentalmente a partire dal secolo XIX, tramite la letteratura dei feuilleton (o romanzi d'appendice) che in Spagna sono stati scritti anche da autori di valore come Benito Pérez Galdós, oltre, naturalmente, a una schiera di scrittori di minore importanza come Manuel Fernández e González, Enrique Pérez Escrich, Ramón Ortega e Fredde, Torcuato Tárrago e Mateos o Wenceslao Ayguals di Izco, per non menzionare quelli che praticavano direttamente la letteratura popolare, come José Muñoz Maldonado, Julián Castigliani, Florencio Luis Parreño, Luis di Val, Diego di Santo José o Antonio di Santo Martín, tra gli infiniti altri.
Nel secolo XX la letteratura popolare si diffuse abbastanza tramite collezioni di romanzi brevi in edizioni economiche, di formato tascabile, di non più di cento pagine di pessima carta (detti pulp, legandosi alle cosiddette riviste pulp statunitensi), a basso prezzo (usualmente definiti "romanzi da un duro", con riferimento alla moneta da cinque pesetas). Ci furono case editrici specializzate in questo tipo di letteratura economica e di facile consumo, soprattutto a Barcellona, come l'Editorial Bruguera, le Edizioni Toray o l'Editorial Mulino.
Gli autori spagnoli più famosi del genere nel secolo XX sono stati innanzitutto Corín Tellado, che ha scritto circa quattromila romanzi rosa per il pubblico femminile; Marcial Lafuente Estefanía, specializzato in romanzi western; José Mallorquí, che ha creato il personaggio di el Coyote e, come un nuovo Emilio Salgari, si suicidò; Luis García Lecha, un poligrafo che ha scritto circa duemila romanzi di avventure, di fantascienza, polizieschi e di terrore;  Juan Gallardo Muñoz, Francisco González Ledesma o Pascual Enguídanos, creatore della famosa Saga degli Aznar, una serie di romanzi di fantascienza considerata classica dagli specialisti del genere.
| Controllo di autorità | Thesaurus BNCF 52290 · LCCN (EN) sh85049813 · BNF (FR) cb12026206x (data) · J9U (EN, HE) 987007540927305171 |